# Ranunculus oresterus
Ranunculus oresterus L.D. Benson – gatunek rośliny z rodziny jaskrowatych (Ranunculaceae Juss.). Występuje endemicznie w Stanach Zjednoczonych – w środkowo-zachodniej części Idaho oraz w środkowo-wschodnim Oregonie.

## Morfologia
PokrójBylina o wyprostowanej lub wstępującej łodydze.
LiścieMają kształt od eliptycznego do liniowego. Mierzą 2,5–4,8 cm długości oraz 0,2–0,9 cm szerokości. Nasada liścia ma klinowy kształt. Brzegi są całobrzegie. Wierzchołek jest spiczasty lub ostry.
KwiatySą zebrane w kwiatostanach. Pojawiają się na szczytach pędów. Mają 5 eliptycznych i nagich działek kielicha, które dorastają do 3–5 mm długości oraz 1–2 mm szerokości. Mają 5 owalnych i żółtych płatków o długości 4–6 mm oraz szerokości 1–2 mm. Dno kwiatowe jest nagie. Podsadki mają lancetowaty lub liniowy kształt.
OwoceNagie niełupki o długości 1–1,4 mm i szerokości 0,8 mm, z prostym szydłowatym dziobem o długości 0,2–0,4 mm. Tworzą owoc zbiorowy – wieloniełupkę o półkulistym kształcie i dorastającą do 2–4 mm długości i 3–5 mm szerokości.

## Biologia i ekologia
Rośnie na łąkach. Występuje na wysokości od 1200 do 1700 m n.p.m. Kwitnie w maju.